# Modron Corona
Modron Corona est une corona, formation géologique en forme de couronne, située sur la planète Vénus par 32,8° N et 23,1° E. Elle est localisée dans le quadrangle de Bereghinya Planitia. Elle a été nommée en référence à Modron, déesse galloise, mère divine. 

## Géographie et géologie
Modron Corona couvre une surface circulaire d'environ 50 km de diamètre. 